# Karayaşmak, Demirözü
Karayaşmak là một xã thuộc huyện Demirözü, tỉnh Bayburt, Thổ Nhĩ Kỳ. Dân số thời điểm năm 2010 là 59 người.